# Кабусэтя
Кабусэтя (яп. 冠茶, «укрытый чай») — вид японского чая сэнтя.
Название чая происходит от способа его выращивания и сбора. Ранней весной, примерно за одну — три недели до сбора молодого чайного листа, чайная плантация укрывается защитным экраном, чтобы отсечь прямые солнечные лучи. Такое затенение производит более мягкий чай, чем обычный сэнтя.
Чтобы получить естественную тень без полного отсечения солнечного света, над растениями вешается специальная сеть, которая называется «кабусэ» (от глагола «кабусэру» — «затенять»). В отличие от сэнтя, выращенного под прямыми солнечными лучами, кабусэтя обладает более сладким вкусом и более насыщенным цветом.
Другой затенённый чай, известный как гёкуро, отличается от кабусэтя тем, что его затеняют на более длительный период — на срок около 20 дней.
В Японии кабусэтя составляет около 4 % производимого чая (2019 год).